# Pseudodicliptera humilis
Pseudodicliptera humilis är en akantusväxtart som beskrevs av Raymond Benoist. Pseudodicliptera humilis ingår i släktet Pseudodicliptera och familjen akantusväxter. Inga underarter finns listade i Catalogue of Life.